# Arielle Kebbel
Arielle Caroline Kebbel, née le 19 février 1985 à Winter Park en Floride, est une actrice américaine.
Elle commence sa carrière à la télévision et y enchaîne les apparitions avant de se faire remarquer par deux rôles récurrents : celui de Lexi Branson dans la série télévisée fantastique The Vampire Diaries (2009-2017), celui de Vanessa Show dans 90210 Beverly Hills : Nouvelle Génération (2011-2013) et celui de Lucy Donato dans 9-1-1 (2021).
Parallèlement, elle mène une carrière au cinéma, alternant les rôles secondaires (Aquamarine, John Tucker doit mourir, Think Like a Man Too, Cinquante nuances de Grey) et tenant quelquefois la vedette (The Grudge 2, Les Intrus).
Elle est à l'affiche de séries télévisées comme la comique Ballers (2015-2016), la fantastique Midnight, Texas (2017-2018) et Lincoln : À la poursuite du Bone Collector (2020).

## Biographie

### Jeunesse et formation
D'origine allemande, par son père, et anglaise, par sa mère, elle grandit et est élevée en Floride avec sa sœur Julia. Sa mère, Sherri, possède une société de production. Elle est diplômée de la Crenshaw School à Winter Garden.
Elle participe au concours de beauté Miss Teen Florida USA, en 2002. Avant d'entamer sa carrière d'actrice, elle est mannequin à temps plein et apparaît dans des campagnes publicitaires dans de nombreux magazines comme Maxim, H, Lucky, Men's Health, Stuff et FHM,.

### Carrière

#### Débuts au cinéma et révélation télévisuelle

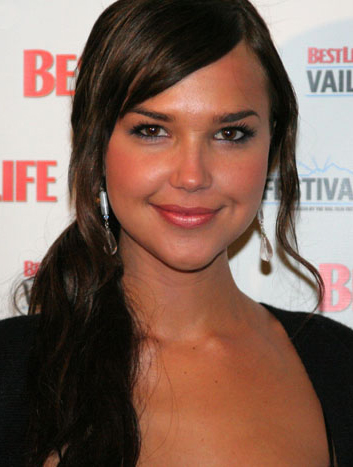
L'actrice au 2007 Vail Film Festival.

En 2003, elle fait ses débuts à la télévision américaine, lorsqu'elle décroche le rôle récurrent de Lindsay Lister Forester dans l'acclamée série dramatique Gilmore Girls, qu'elle incarne durant neuf épisodes entre les saisons 3 et 5.
Parallèlement, elle multiplie les apparitions dans plusieurs séries très exposées : Les Experts, New York, unité spéciale, Entourage ou encore Les Experts : Miami.
Au cinéma, elle se contente de rôles secondaires. Sa première apparition remonte à 2004, avec la comédie Soul Plane.
En 2005, elle fait partie du casting de la comédie de gangsters Be Cool avec John Travolta et Uma Thurman. Le film est tièdement accueilli par la profession et rencontre un certain succès au box office, décrochant la seconde place au moment de sa sortie. Elle fait aussi office de second rôle dans le film d'horreur Reeker avec Derek Richardson et Eric Mabius.
Elle poursuit ensuite dans des productions destinées essentiellement aux adolescents : elle tient le rôle d'Elyse Houston dans la comédie potache American Pie : No limit !, puis succède, en 2006, à Sarah Michelle Gellar dans le rôle principal du film d'horreur The Grudge 2. Remake du film homonyme, cette production est un succès avec ses 70 millions de recettes pour un budget estimé à 20 millions de dollars, l'actrice décroche une nomination pour un Teen Choice Awards.
Elle joue ensuite le rôle de Carrie dans la comédie John Tucker doit mourir aux côtés de ses amies Sophia Bush et Brittany Snow. Le film est un succès au box office, rentabilisant largement son budget initial mais la critique n'est pas emballée. Cette même année, elle accompagne la jeune Emma Roberts dans la comédie familiale remarquée lors de cérémonies de remises de prix populaires, Aquamarine.
Elle tente de sécuriser un rôle principal dans une série, mais les pilotes des séries Football Wives (en) et No Heroics ne sont pas acceptés pour les rentrées 2007 et 2009. Elle accepte donc un nouveau rôle récurrent dans d'autres séries installées : dans Vampire Diaries, elle prête ses traits à Lexi Branson durant 9 épisodes diffusés entre 2009 et 2014. La série est un succès auprès du public, elle atteint des records d'audience pour la chaîne.
Au cinéma, en 2008, elle incarne le premier rôle du film d'horreur irlandais, Freakdog ; elle joue un second rôle dans le drame Forever Strong avec Gary Cole, Sean Astin et Neal McDonough, deux productions remarquées lors de festivals de films indépendants.
En 2009, aux côtés d'Emily Browning, elle est la tête d'affiche du film d'horreur Les Intrus, nommé pour le titre de Meilleur film d'horreur lors des Teen Choice Awards et qui engrange plus de 40 millions de dollars de recettes au box office.

#### Alternance cinéma et télévision

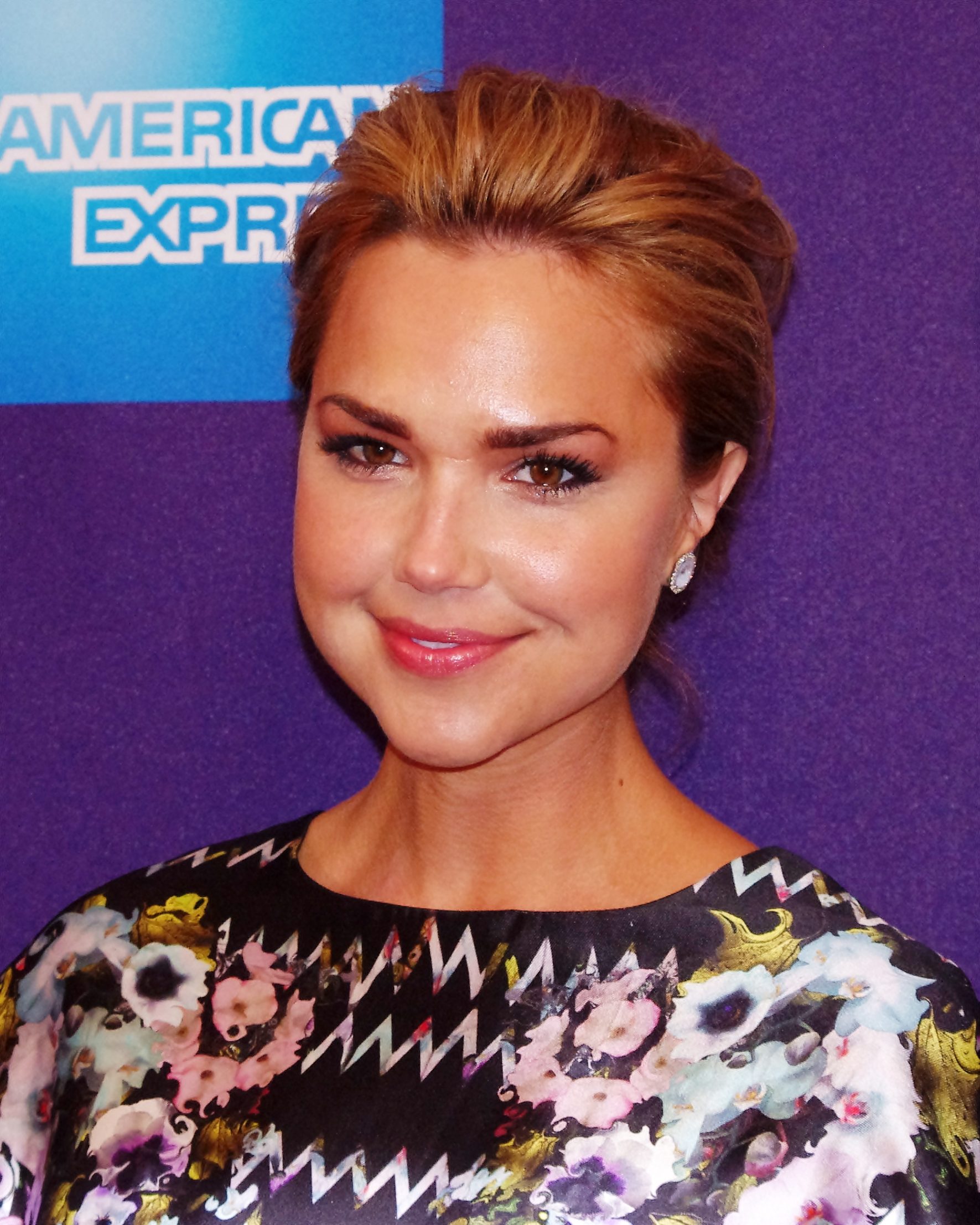
Arielle Kebbel, lors du Festival du film de Tribeca 2012 pour l'avant-première de Supporting Characters.

En 2010, elle tient aussi un rôle récurrent dans l'éphémère mais saluée série dramatique Life Unexpected, qui devient régulier en saison 2. Mais le programme est arrêté au terme de cette même saison. Cette même année, elle figure au casting de la comédie potache Mords-moi sans hésitation (Vampires Suck) qui parodie la saga de films Twilight.
En 2011, elle évolue dans la comédie American Hot'lidays (Mardi Gras: Spring Break) avec Carmen Electra, Nicholas D'Agosto et Josh Gad, un échec cuisant.
Parallèlement, elle joue un rôle récurrent dans 90210, elle évolue dans une quinzaine d'épisodes diffusés entre 2011 et 2013. Il s'agit d'une série dérivée de la série culte Beverly Hills 90210.
En 2012, elle incarne la meilleure amie de Gabrielle Union dans la comédie romantique Think Like a Man. Le film est un véritable succès aux États-Unis avec 33 636 303 $ lors du premier week-end pour un budget d'environ 13 millions de dollars. Il dépasse les 60 millions de dollars après dix jours d'exploitation américaine.
Elle continue aussi à multiplier les apparitions autant du côté des séries dramatiques que des comédies, avant de se faire remarquer en 2015 pour un rôle récurrent dans la première saison de l'acclamée UnREAL, puis en intégrant la distribution de la dramedy de la chaîne HBO, Ballers, où elle prête ses traits à Tracy Legette, une journaliste fréquentant le héros, incarné par Dwayne Johnson.
En 2017, elle intègre la distribution principale de la série télévisée estivale fantastique Midnight, Texas, basée sur les romans du même nom de Charlaine Harris, diffusée depuis à l'été 2017 sur le réseau NBC puis, elle évolue dans la romance dramatico-érotique avec les volets Cinquante nuances plus sombres et Cinquante nuances plus claires, qui, à défaut de convaincre réellement la critique, lui permettent de renouer avec les hauteurs du box office.
Elle porte ensuite le téléfilm de Noël Four Christmases and a Wedding de Marita Grabiak et elle joue l'un des rôles principaux de la comédie dramatique indépendante Another Time, aux côtés de Justin Hartley. En fin d'année 2018, Midnight Texas est annulée à l'issue de la seconde saison.
Dès l'année suivante, elle rejoint la distribution récurrente de la série télévisée dramatique Grand Hotel. Produite par Eva Longoria, la série est une adaptation modernisée de la série télévisée espagnole Grand Hôtel, diffusée entre 2011 et 2013 sur Antena 3. Puis, elle est l'héroïne d'un téléfilm de Peter DeLuise aux côtés de Nick Bateman.
Dans le même temps, elle rejoint l'adaptation télévisuelle du film Bone Collector pour le réseau NBC, reprenant le rôle tenu par Angelina Jolie dans le long métrage,,.
En 2020, elle intègre ensuite la distribution du film After : Chapitre 3 aux côtés de Josephine Langford et Hero Fiennes-Tiffin, elle remplace Candice King à cause de la pandémie. La suite des films de la saga a été tournée en Europe de l'Est, mais certains acteurs ne pouvant pas se déplacer à cause de diverses raisons, ils ont dû être remplacés.
En 2021, elle porte ensuite le téléfilm de Noël A Christmas Witness de Melissa Kosar aux côtés de Colin Egglesfield.
En 2022, elle rejoint la distribution de la saison 5 de 9-1-1 dans le rôle de Lucy Donato, une femme pompier d'une caserne rivale de la 118 aux côtés d'Oliver Stark.

## Filmographie

### Cinéma

#### Courts métrages
- 2011 : Limited de Mike Hoy : Mindy
- 2011 : Grace de Salli Richardson-Whitfield : ?
- 2012 : The Carlton Dance de Daniel Spink : Arielle
- 2013 : Delicious Ambiguity de Justin Michael Canel : Ryan
- 2014 : Special Delivery de Greg Ash : Rachel

#### Longs métrages
- 2004 : Soul Plane de Jessy Terrero : Heather Hunkee
- 2005 : Be Cool de F. Gary Gray : Robin
- 2005 : Reeker de Dave Payne : Cookie
- 2005 : Dirty Deeds (en) de David Kendall : Alison
- 2005 : American Pie: No Limit! de Steve Rash : Elyse Houston
- 2005 : The Kid & I (en) de Penelope Spheeris : Arielle
- 2006 : The Bros. de Jonathan Figg : Kim
- 2006 : Aquamarine de Elizabeth Allen Rosenbaum : Cécilia Banks
- 2006 : John Tucker doit mourir de Betty Thomas : Carrie Schaffer
- 2006 : The Grudge 2 de Takashi Shimizu : Allison
- 2006 : Outlaw Trail: The Treasure of Butch Cassidy (Le trésor caché) de Ryan Little : Ellie
- 2007 : Daydreamer de Brahman Turner : Casey Green
- 2008 : Freakdog de Paddy Breathnach : Catherine
- 2008 : Forever Strong de Ryan Little : Emily
- 2009 : Les Intrus de Charles Guard et Thomas Guard : Alex
- 2010 : Mords-moi sans hésitation de Jason Friedberg et Aaron Seltzer : Rachel
- 2010 : Answer This! (en) de Christopher Farah : Naomi
- 2011 : I Melt with You (en) de Mark Pellington : Randi
- 2011 : The Brooklyn Brothers Beat the Best (en) de Ryan O'Nan : Cassidy
- 2011 : American Hot'lidays de Phil Dornfeld : Lucy Mills
- 2012 : Think Like a Man de Tim Story : Gina
- 2012 : Supporting Characters (en) de Daniel Schechter : Jamie
- 2013 : N.Y.C Underground de Jessy Terrero : Chloé
- 2017 : Bitch de Marianna Palka : Miss Cohen
- 2017 : Cinquante nuances plus sombres de James Foley : Gia Matteo
- 2018 : Cinquante nuances plus claires de James Foley : Gia Matteo
- 2018 : Another Time de Thomas Hennessy : Ally
- 2021 : After : Chapitre 3 de Castille Landon (en) : Kimberly
- 2022 : After : Chapitre 4 de Castille Landon : Kimberly
- 2023 : After : Chapitre 5 de Castille Landon : Kimberly
- 2024 : Summer Camp (en) de Castille Landon : Frankie
- 2025 : Site de Jason Eric Perlman : Elena
- 2026 : I Can Only Imagine 2 (en) de Brent McCorkle : Hilary Timmons

### Télévision

#### Séries télévisées
- 2003 : Les Experts : L'adolescente (saison 3, épisode 21)
- 2003 : Amy (Judging Amy) : Paige Lange (saison 5, épisode 8)
- 2003 - 2004 : Gilmore Girls : Lindsay Lister Forester (9 épisodes)
- 2004 : New York, unité spéciale (Law & Order: Special Victims Unit) : Andrea Kent (saison 5, épisode 17)
- 2004 : Entourage : Layla (saison 1, épisode 1)
- 2004 : Parents à tout prix (Grounded for Life) : Taya (5 épisodes)
- 2005 : Les Experts : Miami : Pam Carpenter (saison 3, épisode 16)
- 2005 : Clubhouse : Kat (saison 1, épisode 6)
- 2006 : Shark : Sydney Blair (saison 1, épisode 5)
- 2007 : Football Wives (en) : Nicole Holt (Pilote non accepté par ABC)
- 2009 : No Heroics : Sandy (Pilote non accepté par ABC)
- 2009 - 2017 : Vampire Diaries : Lexi Branson (9 épisodes)
- 2010 : Life Unexpected : Paige Thomas (7 épisodes)
- 2010 : True Blood : Charlene (saison 3, épisode 10)
- 2011 : Marcy : Arielle (saison 1, épisode 6)
- 2011 : Hallelujah : Veda Roman (Pilote non accepté par ABC)
- 2011 : Good Vibes (en) : Payton (voix, saison 1, épisode 12)
- 2011 - 2013 : 90210 Beverly Hills : Nouvelle Génération : Vanessa Shaw (16 épisodes)
- 2012 : Hawaii 5-0 : Nicole Carr (saison 3, épisode 4)
- 2012 : Audrey : Marissa (Web-série, 4 épisodes)
- 2013 : First Dates with Toby Harris : Belle (saison 2, épisode 6)
- 2013 : L'Apprentie maman (Instant Mom) : L'amie de Stéphanie (saison 1, épisodes 1 et 8)
- 2015 : The League : Libby (saison 7, épisodes 3, 4 et 9)
- 2015 : UnREAL : Britney (saison 1, épisodes 1, 2 et 10)
- 2015 : The Grinder : Avery Banks / Gabrielle (2 épisodes)
- 2015 - 2019 : Robot Chicken : Ms. Valerie Frizzle / Lissa Miller / Tricia / Barbie (voix, 3 épisodes)
- 2015 - 2019 : Ballers : Tracy Legette (rôle récurrent, saison 1 et principal saison 2, invitée saison 5 - 17 épisodes)
- 2017 - 2018 : Midnight, Texas : Olivia Charity (rôle principal - 19 épisodes)
- 2019 : Grand Hotel : Sky Garibaldi (saison 1, 4 épisodes)
- 2020 : Lincoln : À la poursuite du Bone Collector : Amelia Sachs (rôle principal, 10 épisodes)
- 2022 - 2023 : 9-1-1 : Lucy Donato (saisons 5 et 6)
- 2024 - 2025 : Rescue: HI-Surf : Emily « Em » Wright

#### Téléfilms
- 2012 : Marié avant Noël (A Bride for Christmas) de Gary Yates : Jessie Patterston
- 2014 : The After de Chris Carter : Tammy
- 2014 : L'Auberge des amoureux (Sweet Surrender) de Kevin Connor : Nancy
- 2015 : Les Doutes de la mariée de Michael Scot : Georgie Dwyer
- 2017 : Quatre Noël et un mariage de Marita Grabiak Chloé Taylor
- 2019 : Portrait d'une romance (A Brush with Love) de Peter DeLuise : Jamie Spellman
- 2021 : A Christmas Witness de Melissa Kosar : Jessica « Jessie » Temple
- 2023 : Love in the Great Smoky Mountains : A National Park Romance de Danny J. Boyle : Haley

#### Clip
- 2008 : Don't Go Away de Buckcherry

## Distinctions
Sauf indication contraire, les informations mentionnées dans cette section peuvent être confirmées par la base de données cinématographiques IMDb,  présente dans la section « Liens externes ».

### Nominations
- Teen Choice Awards 2007 : Meilleure actrice dans un film d'horreur pour The Grudge 2